# Ix-Xewkija
Ix-Xewkija, également connue plus simplement sous le nom de Xewkija, est une ville de Malte située sur l'île de Gozo. Xewkija, situé entre Għajnsielem et la ville principale, Victoria, est le plus ancien village de Gozo. 
C'est sur le territoire du kunsill lokali - conseil local - de Xewkija que se trouve l'héliport de Gozo qui occupe l'emplacement de l'aérodrome de la RAF de ta' Lambert.

## Toponymie
Le nom est dérivé du mot arabe « Shawk », signifiant « chardons » ou « épines »

## Paroisse

### Église
L'Église Saint-Jean-Baptiste de Xewkija est remarquablement imposante pour cette petite ville, comportant en particulier un large dôme de pierre.

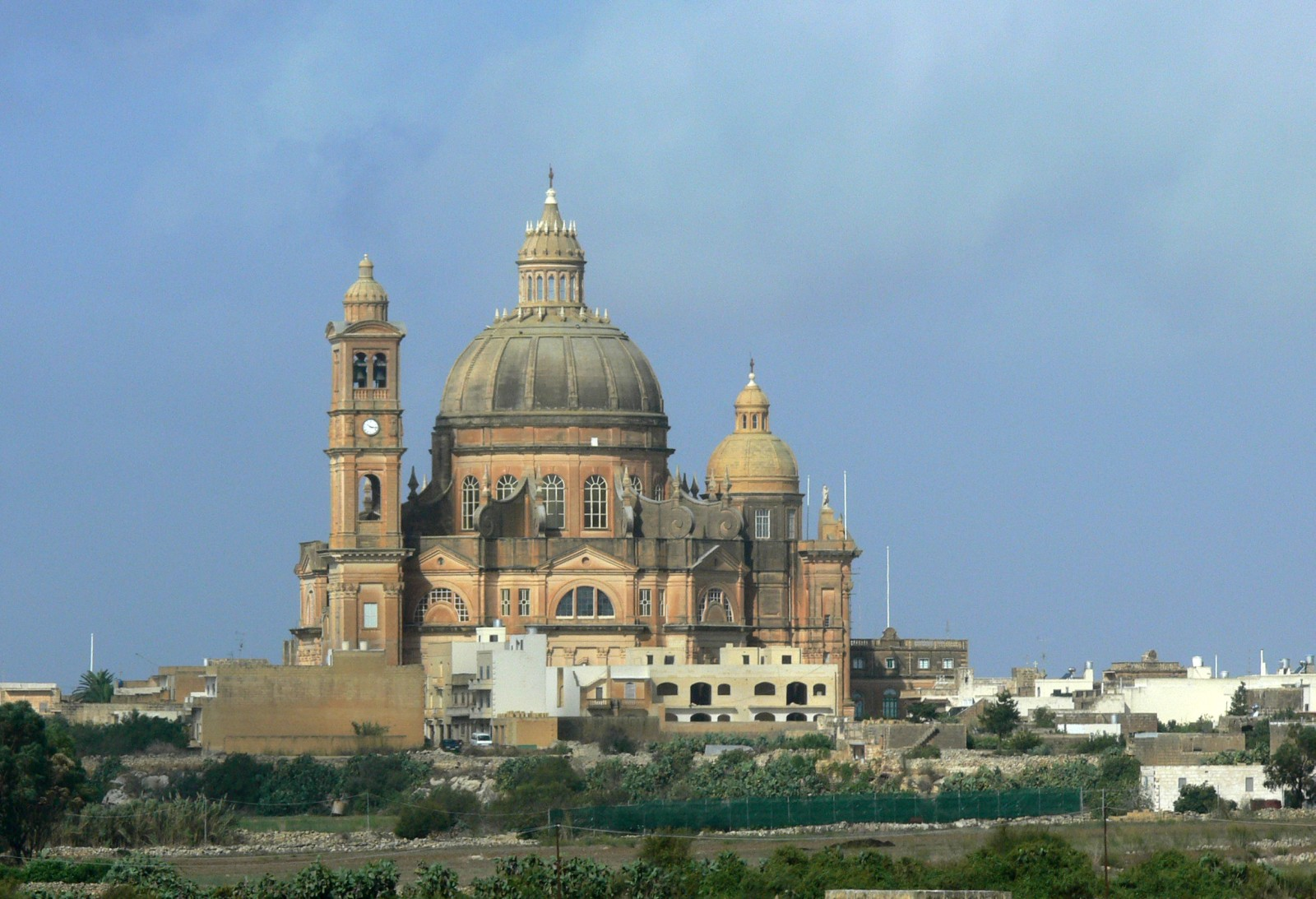
Église Saint-Jean-Baptiste de Xewkija
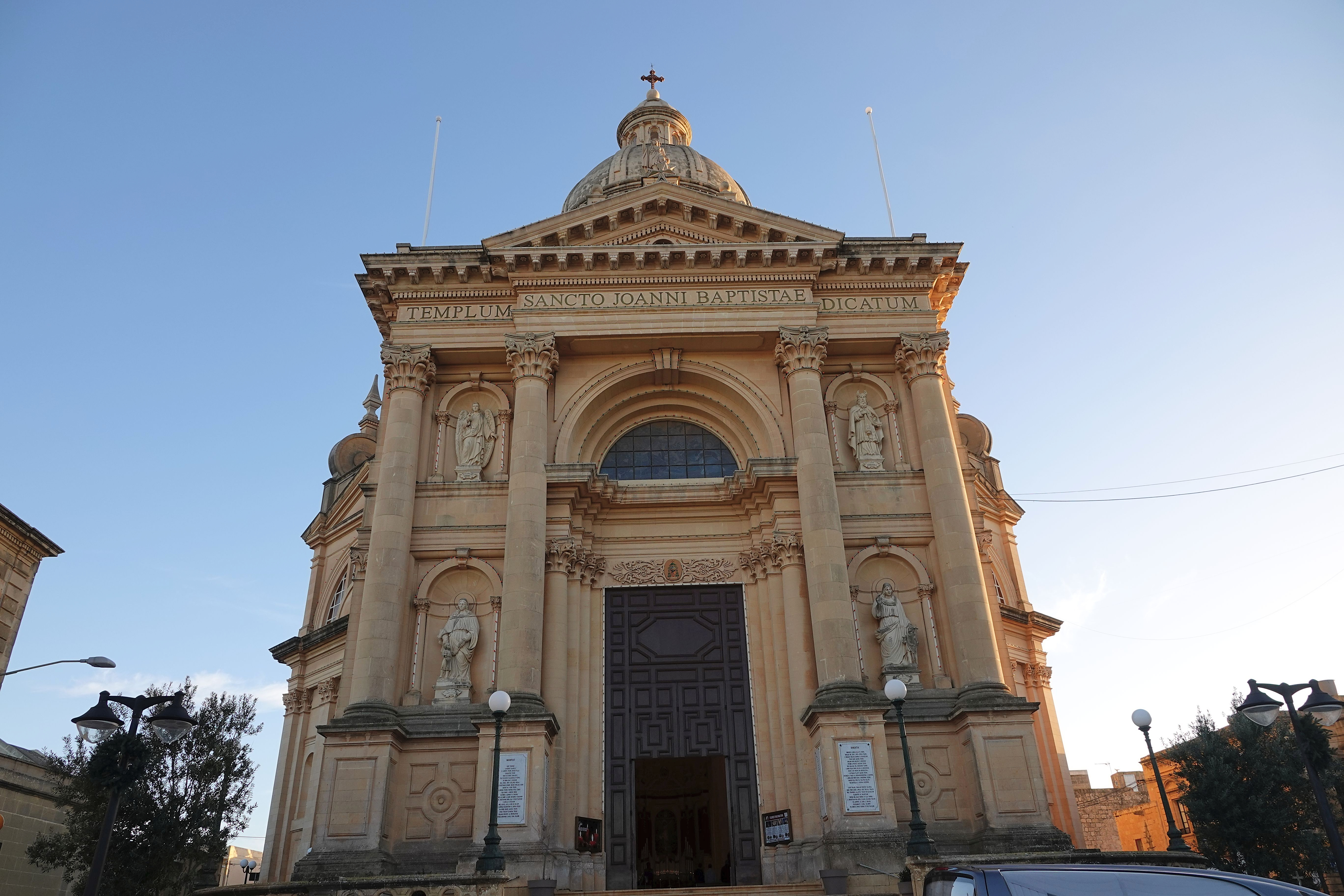
Façade de l'église

## Histoire
Elle devint la première paroisse en dehors de Victoria le 27 novembre 1678. Elle fut séparée de Matrix par l'évêque Miguel Jerónimo de Molina et Dun Grezz Farrugia de La Valette, et devint son premier curé. C'est devenu le premier quartier « contrada » à être connu sous le nom de « casale » ou village.
Statue titulaire de Saint-Jean

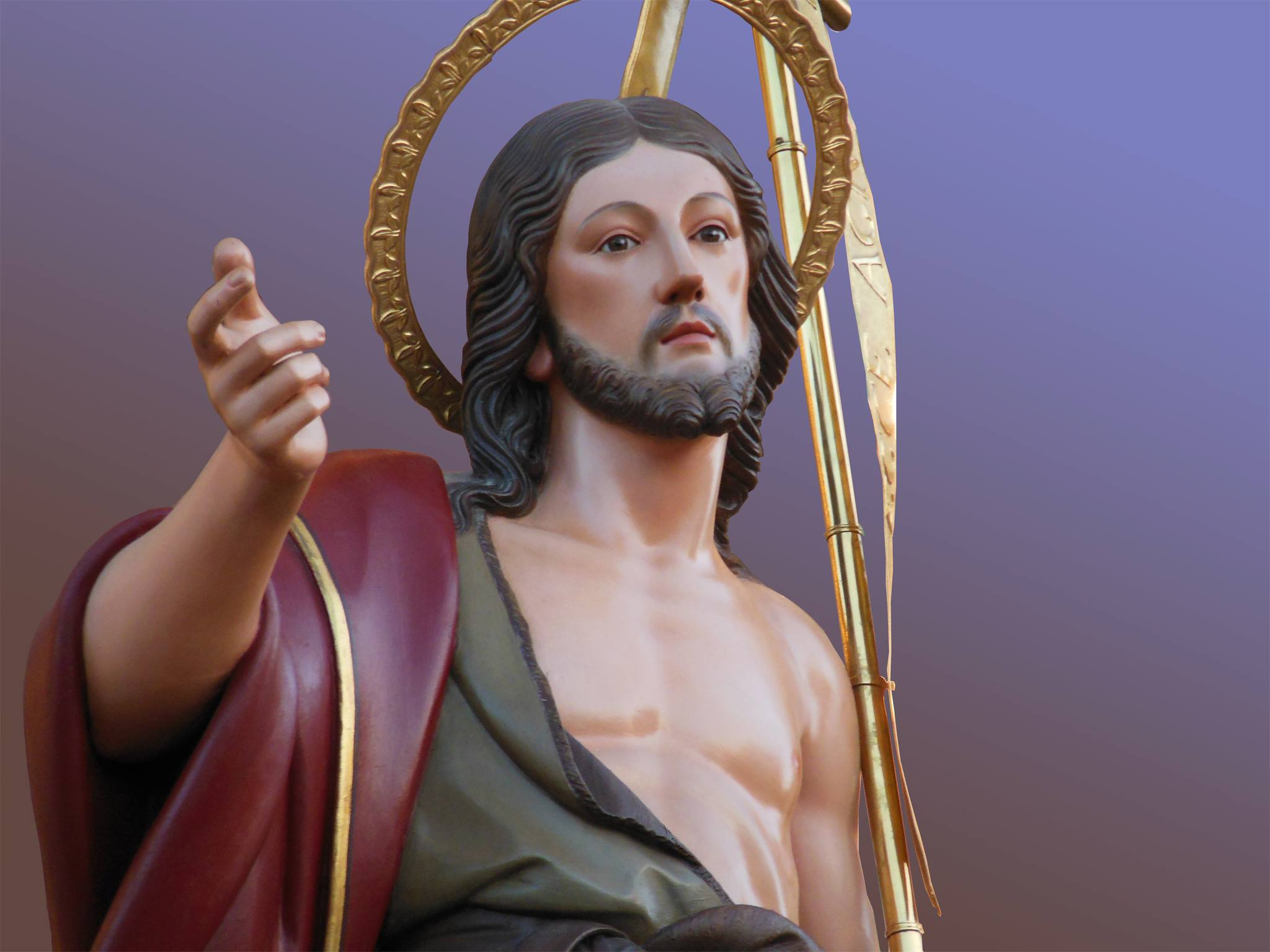
Statue titulaire de Saint-Jean-Baptiste à Xewkija

Xewkija est célèbre pour son église, la Rotonde de Xewkija, dédiée à Saint Jean-Baptiste. C'est le siège des Chevaliers de l'Ordre de Saint-Jean et a été construit en pierre maltaise par des maçons et artisans locaux. C'est le plus grand de Gozo et son dôme domine le village. Son architecte était Ġużè Damato. Elle a remplacé une église plus ancienne. La statue titulaire de Saint Jean-Baptiste a été sculptée en bois par Pietro Paolo Azzopardi en 1845.
Sur le site où se trouve l'église actuelle, on dit qu'il y avait une pierre connue sous le nom de « Maqgħad ix-Xiħ ». A proximité se trouve une petite chapelle ancienne connue sous le nom de Madonna tal-Ħniena (Notre-Dame de la Charité) qui était dédiée à San Bartilimew. La tour Santa Cecilia se trouvait dans les limites de Xewkija. Il y a une autre tour avec le cadran solaire le plus ancien de Xewkija. Les vestiges de la tour Tinghi ont disparu au XXe siècle. Ces tours datent de 1613. La tour Gourgion, construite en 1690, fut démolie pendant la Seconde Guerre mondiale pour faire place à une piste d'atterrissage temporaire.

## Géographie
|                   | Ix-Xagħra  |             |
| Ir-Rabat (Gozo)   | Ix-Xewkija | Għajnsielem |
| Il-Munxar Fontana | Ta' Sannat |             |

## Patrimoine et culture

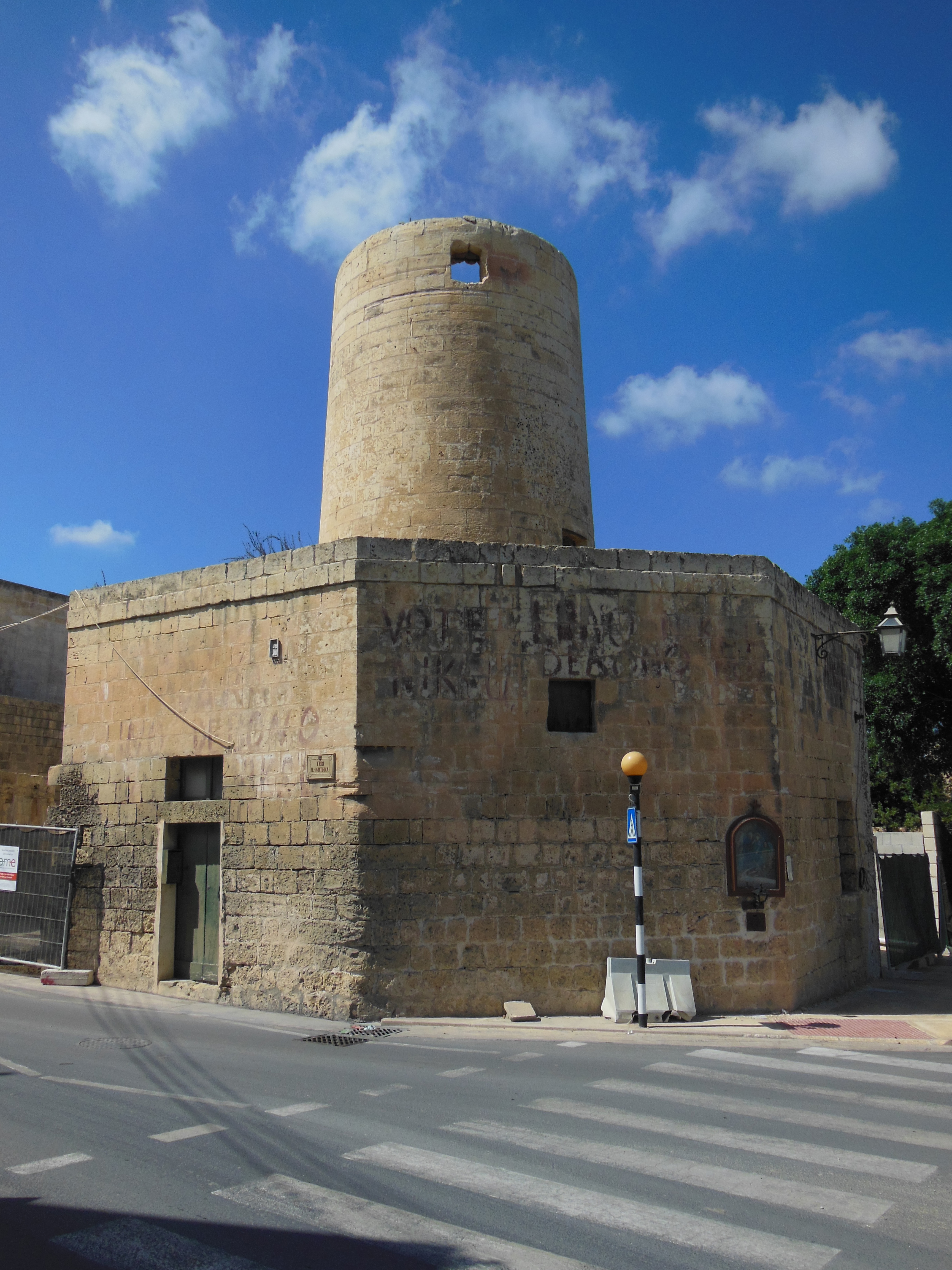
Le moulin à vent à base octogonale, construit sur ordre de Perellos, a commencé à fonctionner en 1710.
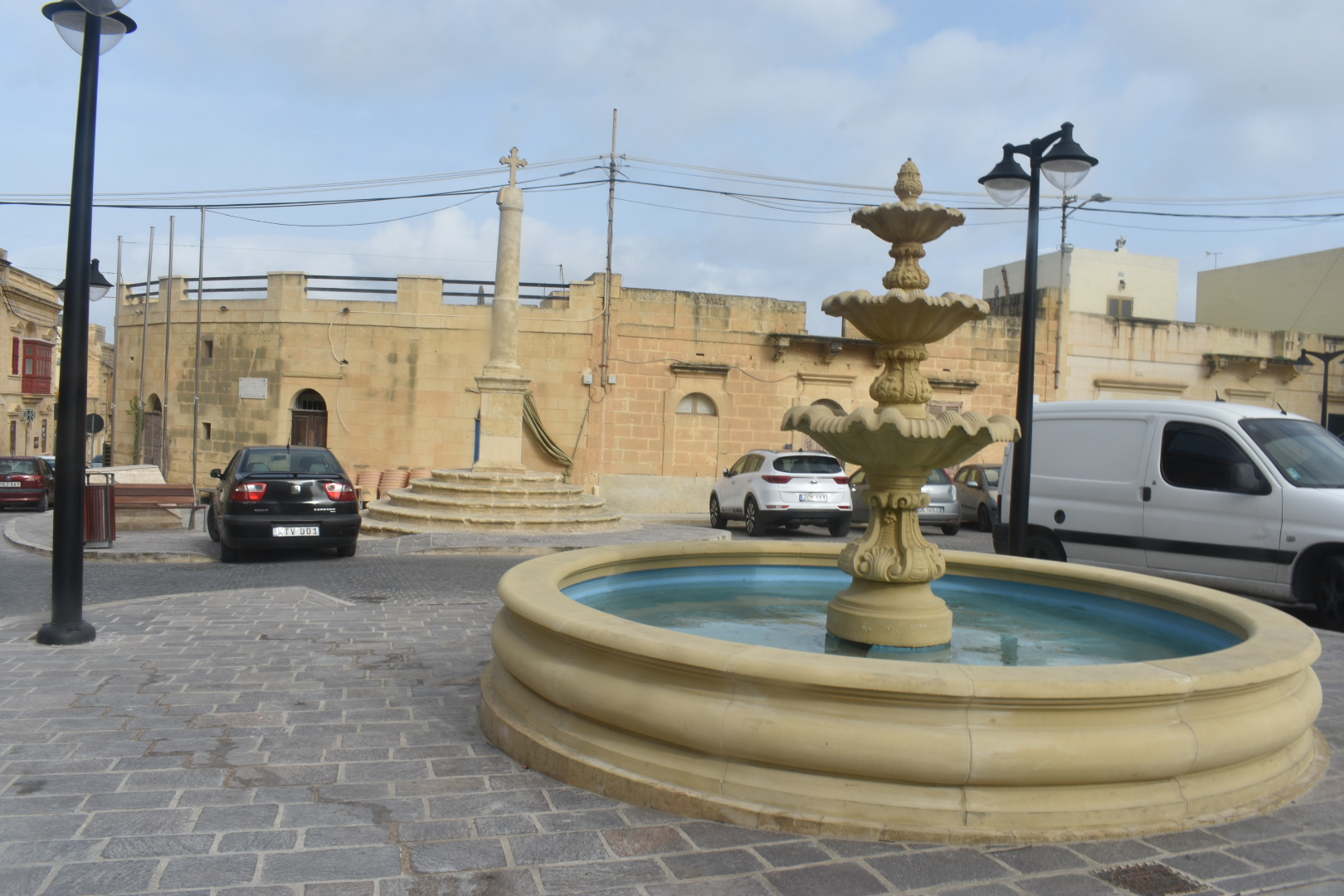
Place du village

### Personnes notables
- Dun Guzepp Attard

- Dun Grezz Farrugia

- Maria Grech

- Rosa Magro

## Jumelages
La ville de Ix-Xewkija est jumelée avec les villes de :
- Castelvenere (Italie)
- Modica (Italie)
- Pachino (Italie)